# (6597) Kreil
(6597) Kreil ist ein Asteroid des Hauptgürtels, der am 9. Januar 1988 vom tschechischen Astronomen Antonín Mrkos am Kleť-Observatorium (IAU-Code 046) bei Český Krumlov entdeckt wurde.
Der Asteroid wurde am 9. März 2001 nach dem österreichischen Astronomen und Meteorologen Karl Kreil (1798–1862) benannt, der ab 1845 Direktor der Sternwarte des Prager Clementinums war. Im Juli 1851 wurde Kreil mit der Errichtung der Centralanstalt für Meteorologie und Erdmagnetismus in Wien beauftragt. Zeitgleich wurde er als ordentlicher Universitätsprofessor für Physik an der Universität Wien berufen und führte dort Untersuchungen zum Erdmagnetfeld durch.